# عمر العرجون
عمر العرجون، هو لاعب مغربي يلعب كوسط ميدان ، كما حمل أيضا قميص نادي اتحاد طنجة و نادي فريق الرجاء الرياضي ونادي الفيصلي السعودي سابقا.

## الإنجازات

### النادي
إتحاد طنجة
- البطولة الوطنية المغربية (1): 2018

 الرجاء الرياضي
- البطولة الوطنية المغربية (1): 2020
- كأس الكونفيدرالية الأفريقية (1): 2021
- كأس العرب للأندية الأبطال(1): 2020[2]

## روابط خارجية
عمر العرجون على موقع قاعدة بيانات كرة القدم.إي يو (الإنجليزية)